# 马克思主义思想流派
马克思主义用唯物主义的历史发展解释来分析阶级关系和社会冲突，并采用辩证的社会变革观。 马克思主义起源于19世纪德国哲学家卡尔·马克思和弗里德里希·恩格斯的著作，但马克思主义有很多种思想流派，而这些流派中有的并非依照马克思主义的思想，只停留于名义上。

## 概念

### 共產主義
马克思的共产主义社会原本是指一个没有国家机器(包括了没有政府)、生产资料社会所有制的社会，政治组织形式上倾向于无党制，而实现共产主义之前的过渡阶段也不是一党专政。
許多標榜馬克思主義的政權是由共產主義政黨一黨專政的國家，例如前東德。由於共產黨的專政，這些國家往往被西方政治學家統稱為「共產主義國家」，不過，這些國家其實都自稱自己是「社會主義國家」，並將共產主義保留為未來的願景，舉例來說，蘇聯的全稱為蘇維埃社會主義共和國聯盟。
共產主義國家往往倚賴由國家對資本的所有權和控制而進行的計劃經濟來進行經濟的更動和對土地資源的國有化，由於他們強調對生產工具的集體所有，共產主義國家透過專政的共產黨權力結構來進行各種經濟的決策，反對此種權力中央化的馬克思主義者則稱之為「國家共產主義」。

### 社會主義
民主社會主義和馬克思列寧社會主義，还有一些具有民族主义或宗教色彩的政治主张也自称社会主义，如“基督教社会主义”、“伊斯兰社会主义”、“阿拉伯社会主义”、“佛教社会主义”等。馬克思列寧主義試圖透過無產階級專政的社會主義國家來達成共產主義的最終目標，而民主社會主義則試著以社會改革的方式來達成理想目標，也因此民主社會主義與社會民主主義經常有類似的立場，儘管民主社會主義是屬於更為偏向左派的一方。
馬克思列寧主義型式的政府在蘇聯解體之後便一蹶不起，在名義上自稱馬克思主義的國家，在現在也只剩下寮國、越南、古巴和中華人民共和國。另一方面，以社會民主主義或民主社會主義為旗幟的政黨則仍然在許多國家存在，並且以進步聯盟、社會黨國際和第四國際作為代表。 
自身定位為社會主義的國家並不一定會以社會主義作為經濟或社會的政策平台，舉例來說，標榜社會主義的中華人民共和國，不但有相當規模的市場經濟，而且也缺乏西歐社會民主主義政黨所推廣的、傳統上屬於社會主義政策之一的免費健保。

## 社會民主主義
社會民主主義是一種在19世紀晚期和20世紀初期開始浮現的政治意識形態，是從馬克思主義的支持者裡分離出來的眾多分支之一。許多政黨在19世紀後半期開始自稱為社會民主主義，其支持者大部分是一些不只是希望引進社會主義、也希望引進民主制度的人。20世纪初期以后的社會民主主義者否定了社會主義只有透過階級鬥爭、革命以及無產階級專政才能達成的理論。
現代的社會民主主義在於20世紀初期社會主義運動的分裂，亦即對於馬克思理論抱持不同看法的兩派人馬。包含了和平主義、無政府主義、以及工團主義等許多運動都在那時崛起，經常是伴隨著主流社會主義運動的分裂而來，有些也是因為新的理論浮現而誕生的，許多這些流派往往對馬克思主義抱持著批判的態度。民主社會主義者認為社會主義可以透過改革而不需要革命達成，而革命社會主義者則強烈批評此論點，認為任何企圖改革資本主義的嘗試最終都會被腐化而失敗。
儘管他們的分歧，改革派和革命社會主義者直到第一次世界大戰爆發時才正式分裂，改革派的社會民主主義者支持他們各自的國家，而革命社會主義者則認為此舉動是對於勞動階級的背叛，因為他們認為勞動階級是「沒有國家的」、而且也不該為資產階級去戰場上打仗送死。各地的社會主義政黨都產生激烈論爭，比如德國的社會民主黨之間的愛德華·伯恩施坦（改革派）和羅莎·盧森堡（革命派）之間的論爭。最後，1917年的俄國革命使得當時大部分的社會主義政黨分裂，改革派的社會主義者維持了社會民主主義稱號，而革命派的社會主義者則開始自稱為「共產主義者」，並且很快組織了他們自己的共產國際。
自從1920年代以來，社會民主主義者與共產主義者之間在理論上的基本差異越加分歧，社會民主主義一詞開始被套用在歐洲各地的工黨上，尤其是德國社民黨在1959年的哥德斯堡綱領裡徹底拋棄了階級鬥爭的概念。

## 列宁主义

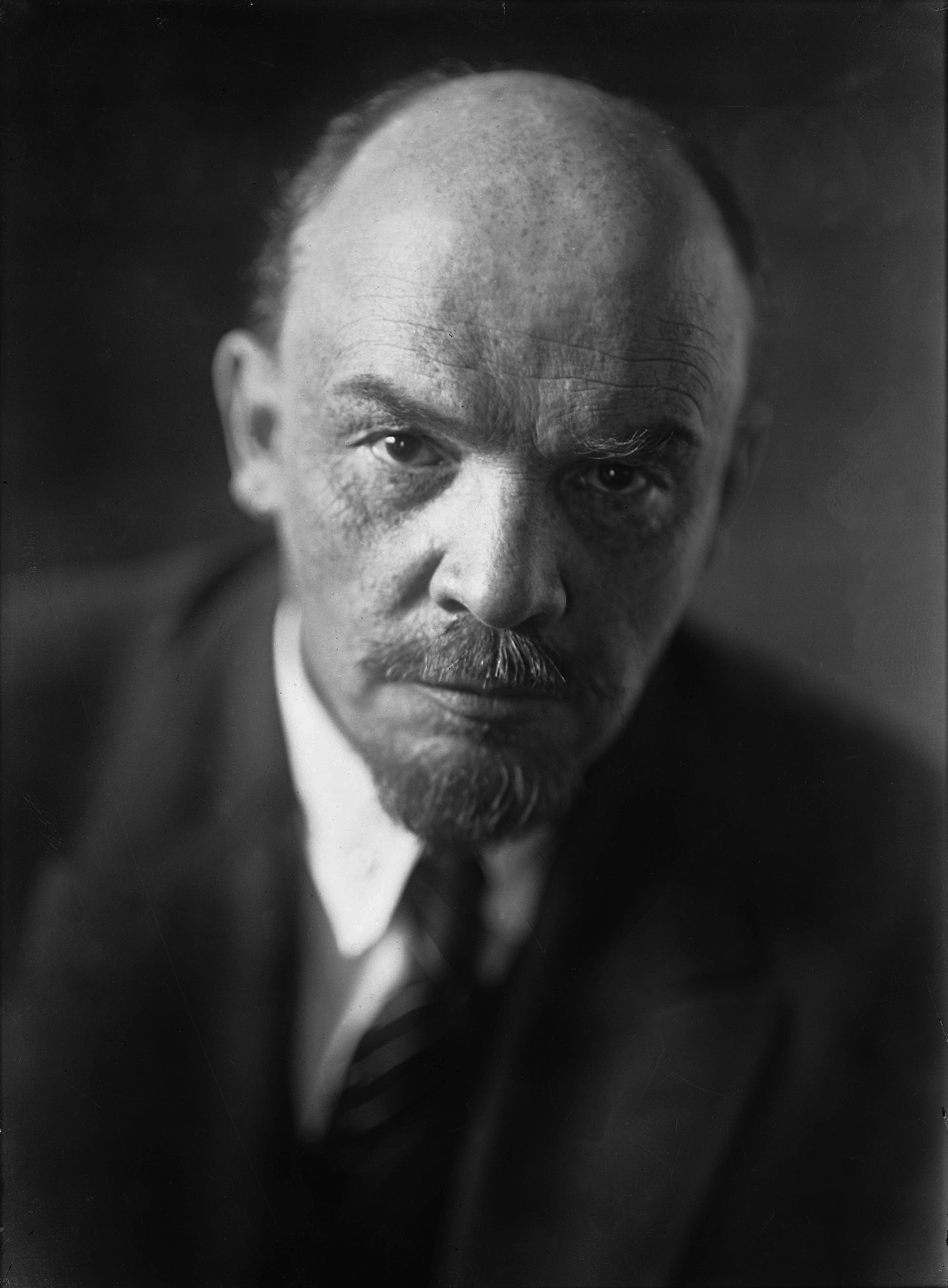
弗拉基米尔·列宁

就其拥护者和对世界的影响而言，列宁主义——又称布尔什维克主义——是马克思主义中最大的趋势，轻而易举地压倒了所有其他思想流派的总和。马克思列宁主义是苏联共产党为了表示列宁主义是在马克思主义基础上建立的意识形态而创造的一个术语。列宁的追随者一般认为，他对马克思主义体系的补充是马克思19世纪最初理论贡献的实践必然结果——因为这些补充适用于现在的资本主义条件。列宁把这个时代称为帝国主义时代。列宁式帝国主义理论的最重要后果是，工业化国家的工人为了推翻资本主义，需要与被压迫国家各自的殖民地结盟或结盟。这就是那句口号的来源，它表明了列宁主义的观念，即不仅无产阶级，而且所有被压迫人民也是革命力量：“全世界的工人和被压迫人民团结起来！”
嚴格來說，馬克思列寧主義指的是列寧依據馬克思經濟理論和革命社會主義所發展出的列寧主義，不過，在不同的時空背景下，許多政治團體都曾使用馬克思列寧主義一詞來形容他們各自的意識形態。馬克思列寧主義也就是認為資本主義應該透過革命加以推翻、接著實行無產階級專政、進而實現共產主義的理想，並且認為此過程中必然有一個打前鋒的「黨」領導無產階級。無產階級專政指的是勞動階級的絕對專政，透過勞工間的直接民主實行，理想中勞工們將會掌控地方政府的實質權力，比如俄羅斯革命後的蘇維埃。
列寧主義認為資本主義只能透過革命加以推翻，也就是說，任何企圖以體制內改革資本主義的派系，例如社會民主主義、費邊社會主義、以及非革命的民主社會主義流派，都會因為資本家與無產階級間的根本衝突而必然失敗。列寧主義政黨的首要目標是要教育無產階級，好移除他們被資本家灌輸的階級意識、以及其他「愚民」的思想例如宗教和民族主義。一旦無產階級獲得了獨立的階級意識，黨便會領導無產階級推翻資產階級政府，以讓無產階級掌控政治和經濟權力。而在黨的領導和教育下，無產階級會透過專政實踐社會主義，此時無論是革命派還是非革命派都會隨著無產階級一同加入社會主義革命的行列。
列宁认为，当时社会民主党的传统模式是松散的多元化组织，不足以推翻俄国的沙皇政权。他提出了在民主集中制模式下自律的职业革命者群体。

### 反修正主义
马克思列宁主义的许多支持者拒绝赫鲁晓夫的论点。他们认为，赫鲁晓夫正在令人无法接受地改变或修正马克思列宁主义的基本原则，从这一立场衍生出“反修正主义”标签。 通常，反修正主义者只是简单地称自己为马克思列宁主义者。

## 非列宁主义的革命社会主义
卢森堡主义、自治主义和古典马克思主义等流派也自称共产主义者，有的也自称为“自由意志马克思主义者”。此外还有不可能主义流派。他们认为列宁的民主集中制和先锋队思想违背了马克思主义，而显得不够自由，并坚持用马克思主义中原有的民主思想抨击斯大林主义的高度集权，对修正主义的社会民主主义也持批评态度。他们中一些人还认为，列宁主义忽视了社会主义和共产主义都必须要在高度发达的资本主义基础上才能形成，这是其失败的主要原因之一。

## 斯大林主义
斯大林主义是指苏联共产党总书记斯大林所开创的集权社会主义模式，这是斯大林对列宁主义的继承，后来被所有的社会主义阵营国家效仿。政治上实行一党专政、高度集权，禁止和镇压反对派的发声，经济上采用中央计划经济，外交上采用民族主义和沙文主义立场，并坚持一国社会主义论。被其他人称为斯大林主义者的人一般认为自己是列宁主义的正统传人，自认为是马克思列宁主义者。

## 后斯大林时代与莫斯科一致的共产主义
在苏联共产党第二十次代表大会上，新任第一书记尼基塔·赫鲁晓夫同他的前任约瑟夫·斯大林发生了意识形态的分裂。首先，赫鲁晓夫谴责了在斯大林周围发展起来的所谓的个人崇拜。然而，更重要的是，赫鲁晓夫拒绝了迄今为止马克思列宁主义的正统信条，即阶级斗争即使在社会主义下也会继续下去。相反，国家应该以全民的名义进行统治。衍生出的一个相关原则是和平共处的概念，或者说新兴的社会主义集团可以仅仅通过发展社会生产力来与资本主义世界和平竞争。

## 毛主义
毛澤東思想，又稱「毛主義」，是中国共产党中央委员会主席毛澤東等人依據馬克思列寧主義提出的理论体系。
不像早期的馬克思列寧主義中以都市勞工無產階級為革命的主角，毛澤東思想將重心放在鄉村的農民身上，毛澤東認為只要經由其他無產階級和黨的領導，農民可以成為構成革命的主要勢力。之所以發展出這樣的理論，除了因為當時中國是一個大多數人務農的國家外，也是中國共產黨在1920和1930年代經過眾多工運失敗和長征累積的經驗形成的。不像其他馬克思列寧主義流派重視大規模的工業化，毛澤東思想認為鄉村的發展是首要前提。另外，毛澤東思想明確的將軍事原則和戰略列為其政治思想的一部分，毛澤東自己的說法為「槍桿子出政權」，他認為農民們可以透過以游擊戰為主的人民戰爭達到革命的目標。
在中華人民共和國，毛澤東思想被列為官方的政治思想的一部分，然而自從1978年鄧小平的市場經濟改革以來，「中國特色社會主義」主導了中國政經發展，中国共產黨官方對於毛澤東原本意識形態的解讀也因此有很大的變動。
1980年代前，毛主义和毛主义者一般是外界的称呼，倾向毛泽东思想的派系一般称自己为马列主义者，以“马克思列宁主义、毛泽东思想”（Marxism–Leninism–Mao Zedong Thought）作为其意识形态。1980年代，秘鲁共产党 (光辉道路)在毛派中首倡以毛主义一词代替毛泽东思想，并用马列毛主义一词表示毛主义和马克思主义、列宁主义之间的连续性。

## 中國特色社會主義
中國特色社會主義是中国共产党與中华人民共和国在改革开放之後所採取的一种意识形态，包含政治、经济、思想文化、社会建设与生态保护等内容。名义上指中国共产党在捍卫一党专政地位和马克思列宁主义、毛泽东思想的指导思想下，引入了西方资本主义的部分市场经济概念。中共中央总书记习近平在2020年发文章，称中国共产党领导是中国特色社会主义最本质的特征。

## 霍查主义
因阿尔巴尼亚劳动党第一书记恩维尔·霍查的核心贡献而得名的霍查主义，在很多年里与中国关系密切，但由于中国共产党内部人士提出的所谓三个世界理论，以及它对中国领导人邓小平的不利行为的看法，对毛主义的批评与日俱增。然而，霍查主义最终趋向于认为中国根本不存在社会主义。
霍查认为自己是对列宁和斯大林的正统继承者，而毛泽东思想是对马克思列宁主义的严重修正，毛泽东的三个世界理论是错误的，毛發动的群众运动和实行的的经济体制也只是封建民粹主义的变种。

## 托洛茨基主义
托洛茨基主義是由列夫·托洛茨基所提倡的理論。托洛茨基自視為布爾什維克列寧主義者，他同時也支持先鋒黨的概念，並且自視是正統馬克思主義、革命馬克思主義的擁護者。他在政治上與斯大林和毛澤東有著巨大的差異，他认为一国不能建成社会主义而提倡世界革命和不断革命，并且强烈反对极权主义。托洛茨基认为苏联工人缺乏普选权、政治自由和对生产资料的处分权，因此是一个官僚工人国家，而应当实行无产阶级专政，貫徹民主集中制。
世界上仍然有許多團體和人士自稱是托洛茨基主義的追隨者，雖然他們在理論的解釋和政治上往往有相當的差異。托洛茨基的追随者声称自己是列宁的继承者，就像主流的马克思列宁主义者一样。托洛茨基主义者之间的共同特征是他们对列宁时代之后的苏联的负面评价。 托洛茨基将斯大林统治下的苏联定义为由官僚阶层统治的指令经济。托洛茨基被驱逐出苏联后，主张进行政治革命，推翻斯大林主義政府。
托洛茨基認為無產階級革命是「不断革命」的來源，並且主張那些沒有經歷過資產階級民主改革或革命的地方（亦即還沒有經過資本主義民主的地方，例如革命前的俄羅斯）必須要透過持續不斷的社會革命才能維持無產階級的革命成果。这就是说，在欠发达国家里，资产阶级太软弱，不能领导他们自己的资产阶级民主革命。这一任务就落在了无产阶级头上。然而，无产阶级掌握了权力就会继续这场革命，从而把它从资产阶级革命转变为社会主义革命，从民族革命转变为国际革命。托洛茨基認為一個新的社會主義國家將無法抵抗來自其他資本主義國家的威脅，也因此必須要透過將革命擴散出去到世界各地的方式來保護自己，最好是透過那些有龐大工業勞工人口的已開發國家。在馬克思主義的光譜上，托洛茨基主義是當中的左派，他們堅持直接民主、反對與「帝國主義」勢力的妥協、並且主張输出革命直到全世界都成為革命的一部分。

## 左翼共产主义
共产国际前两次大会后，一些自称“共产主义左翼”的人批判布尔什维克的政治观点。
虽然罗莎·卢森堡生活在左翼共产主义出现之前，但她在政治上和理论上对大多数左翼共产主义者都有很大的影响力。左翼共产主义的支持者包括赫尔曼·戈特，安东·潘尼科克，奥托·赫勒，卡尔·科尔施，阿马德奥·博尔迪加和保罗·马蒂克。
今天存在的突出的左翼共产主义团体包括国际共产主义潮流和国际主义共产主义倾向。旧俄罗斯国际共产党的不同派别也被认为是左翼共产主义组织。

## 自治主义马克思主义
自治主义是世界范围内马克思主义社会运动的一个范畴，它强调的是在自治和横向网络中组织的能力，而不是等级结构，如联盟或政党。包括哈里·克里弗在内的自治主义马克思主义者扩大了工人阶级的定义，将受薪和无偿劳动包括在内，例如熟练技能职业和家务劳动——它的重点是发达资本主义国家的工人阶级，他们是资本结构变革的主要力量。 现代自治主义理论家安东尼奥·奈格里和迈克尔·哈特认为，网络权力构建是对抗新自由主义积累体制最有效的组织方法，并预测资本主义向21世纪帝国的巨大转变。

## 马克思主义神学
尽管马克思强烈批判包括基督教在内的制度化宗教，但一些基督教徒“接受了马克思主义的基本前提，并试图从这一角度重新解释基督教信仰”。 由此产生的一些例子是解放神学和黑人神学。当本笃十六世还是红衣主教的时候，他就强烈反对激进的解放神学，梵蒂冈谴责接受马克思主义。黑人神学家詹姆斯·科恩在《致我的人民》中写道：“用于分析资本主义的结构。马克思主义作为社会分析的工具，可以揭示表象与现实之间的差距，从而帮助基督徒看清事物的真相。”

## 德莱昂主义
德莱昂主义是工团主义的马克思主义的一种形式。德莱昂是美国第一个社会主义政党社会主义劳工党的早期领导人。德莱昂主义位于共产主义列宁主义传统之外。德莱昂主义政府的高度分权和民主性质与马克思列宁主义的民主集中制和他们所看到的苏联的独裁性质形成了鲜明的对比。德里昂主义计划的成功取决于在工作场所和选举中获得大多数人的支持，这与列宁主义的观点形成了鲜明对比，即一个小型先锋党应该领导工人阶级进行革命。德莱昂和其他德莱昂主义作家经常进行反对民主社会主义运动的论战，特别是反对美国社会党，并认为他们是“改良主义者”或“资产阶级社会主义者”。德莱昂信徒传统上避免任何被他们视为试图改革资本主义的活动或联盟，尽管德莱昂时代的社会主义工人党在罢工和类似的社会正义运动中非常活跃。

## 欧洲共产主义
欧洲共产主义是西欧国家的共产党在20世纪70年代提出的，它同时吸收了民主社会主义、西方马克思主义和列宁主义中的一些思想，并联系西欧的实际情况对马克思列宁主义进行了一定程度的修正。
从20世纪70年代开始，西欧各个共产党，如意大利共产党和圣地亚哥·卡里略领导下的西班牙共产党试图坚持从莫斯科独立出来。在意大利，他们依赖安东尼奥·葛兰西的理论。

## 后马克思主义
后马克思主义代表了哲学家和社会理论家的理论工作，他们的理论建立在马克思和马克思主义的理论基础之上，但超越了这些理论的限制，使它们置身于马克思主义之外。 它从马克思主义的基本原理开始，而从生产方式作为分析的起点，包括阶级以外的因素，如性别、种族等，以及上层建筑之间的反思性关系。
马克思主义在一些意想不到和相对模糊的地方仍然是一个强有力的理论，并不总是被恰当地称为「马克思主义」。 例如，许多墨西哥和一些美国的考古学家仍然使用马克思主义模型来解释经典的玛雅文明的崩溃(公元900年)——却没有提到马克思主义的名字。

## 學術界的馬克思主義
馬克思主義對於歷史和社會的認知在學術界被其追隨者套用到許多領域，包含人類學、媒體研究、政治學、歷史學、社會學理論、哲學等等。與蘇聯、南斯拉夫社會主義聯邦共和國、和中華人民共和國所主導的官方馬克思主義不同的是，以西歐、中歐和北美為主的西方馬克思主義發展出了眾多不同的學術界流派。

### 西方马克思主义
西方马克思主义是基于西欧和中欧(以及最近的北美)的马克思主义理论家的一个广泛的范畴，与苏联、中东南斯拉夫社会主义联邦共和国或中华人民共和国的哲学形成对照。
格奥尔格·卢卡奇、卡尔·科尔施、安东尼奥·葛兰西被认为是西方马克思主义的先驱。代表人物有赫伯特·马尔库塞、让-保罗·萨特、路易·皮埃尔·阿尔都塞。

### 新马克思主义
新馬克思主義始于20世纪，主要根基於馬克思早年的著作，亦即他還沒有受到恩格斯影響前的作品，那時的馬克思注重的是一種辯證的唯心主義，而非辯證唯物主義。也因此，新馬克思主義排斥古典馬克思主義的经济决定论，包含了更大自由主義的色彩。新馬克思主義者引入了許多馬克斯·韋伯的关于社會不平等的理論，尤其是社會地位和權力上的不平等。

### 英国马克思主义史学
英国马克思主义与法国马克思主义(尤其是阿尔都塞马克思主义)截然不同，与法兰克福学派一样，注重文化体验，强调人的主体性，而与唯物主义决定论观点的距离越来越远。 1946年，英国共产党内部一批史学家组成了共产党史学家小组。 他们在早期资本主义社会的"底层历史"和阶级结构上有着共同的兴趣。 这个组织的重要成员包括爱德华·帕尔默·汤普森、埃里克·霍布斯鲍姆、克里斯托弗·希尔和拉斐尔·萨缪尔。
虽然该集团的一些成员(最突出的是汤普森)在1956年匈牙利革命后离开了党，但英国马克思主义史学的共同点仍然延续在他们的著作中。 他们十分强调历史的主观决定性。 汤普森在《理论的贫困》中与阿尔都塞进行了一次著名的交锋，他认为阿尔都塞的理论过分历史决定论，没有给被压迫者的历史性反抗留下任何空间。

### 分析马克思主义
分析馬克思主義是由一群分析哲學出身的社會科學和哲學學者在1980年代發展出的，他們試著以更嚴謹的邏輯和語言分析來正當化馬克思主義，並且引入現代社會科學被接受的研究理論例如理性選擇理論。此學派代表者有傑拉德·柯亨等人。

### 结构马克思主义
結構馬克思主義是以結構主義出發研究馬克思主義，最主要是由法國理論家路易·皮埃爾·阿爾都塞所提出。與70年代之後支配主流學界的人本馬克思主義不同的是，阿爾都塞認為馬克思主義是一種研究架構的客觀科學，並且認為依據馬克思早期作品衍生的帶有人本色彩的、歷史主義的和包容性高的馬克思主義只是「科學化前的人本意識形態。」 它在20世纪60年代末70年代影响了法国，也在20世纪70年代影响了法国以外的哲学家、政治理论家和社会学家。

### 法兰克福学派

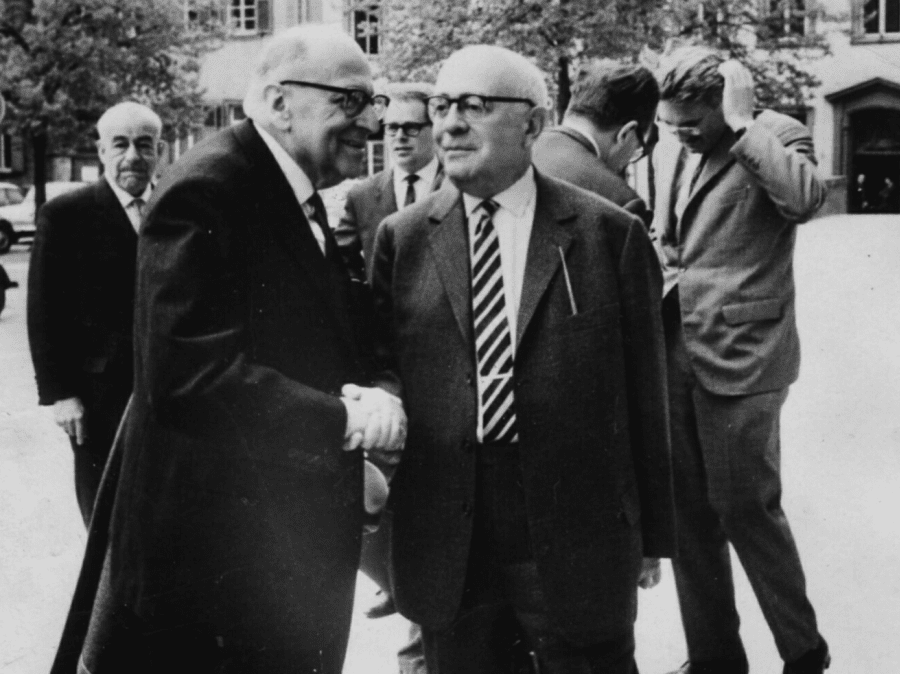
法蘭克福學派的霍克海默（左前方），阿多諾（右前方）與哈贝马斯（背景右方）, 1965年。

法蘭克福學派是依據新馬克思主義對於社會理論、社會調查、和哲學的闡述所產生的。“法兰克福学派”是一个非正式术语，用来指称隶属于社会研究所或受其影响的思想家——不是任何机构的名称，法兰克福学派的主要思想家也没有使用这个术语来指称他们自己。这一社会理论、社会研究和哲学流派在德國法蘭克福大學社会研究所誕生。
法蘭克福學派集結了一群原屬非主流的馬克思主義者、資本主義的批評者、和一些認為共產主義或是社會民主主義政黨扭曲了馬克思理論的人。為了解釋西歐在第一次世界大戰後何以沒有出現無產階級革命、以及為何納粹主義出現在原先經濟上、科技上、文化上都屬先進的德國，法蘭克福學派企圖解釋一些他們認為馬克思所沒有預想到的社會情況。他们选择马克思思想中可能有助于澄清马克思自己从未见过的社会状况的部分。他们引用其他学派的观点来填补马克思的遗漏。法兰克福学派聚集了持不同政见的马克思主义者，他们严厉批评资本主义，认为马克思的一些所谓的追随者来鹦鹉学舌般模仿马克思的思想，通常是为了捍卫正统的共产主义或社会民主党。
馬克斯·韋伯、西格蒙德·佛洛伊德等人的理論對法蘭克福學派的發展有重大影響，他們強調的「批判理論」試圖克服實證主義、粗糙的唯物主義、和現象學的侷限，並試著重新引進康德的批判哲學以及其後黑格爾等人的德國唯心主義，強調邏輯非和矛盾是現實必有的屬性。

### 人本馬克思主義
人本馬克思主義是專注於馬克思早年著作的流派，尤其是年輕的馬克思的1844年哲學和經濟學手稿，此時的馬克思剛發展出異化理論，還沒有提出他後期對於資本主義社會更為結構性的論述。人本馬克思主義認為古典的馬克思主義忽略了馬克思早期的著作，比如馬克思的1844年手稿（1932年才被出版）。必须理解马克思的哲学基础，才能正确理解。路易·皮埃爾·阿爾都塞等人批評此流派為「修正主義」。

### 马克思主义女性主义
马克思主义女性主义是女性主義的一個分支，專注批判他們認為是資本主義對於女性的剝削或拘束。马克思主义女性主义認為私人產權提高了經濟不平等，進而產生男女之間不平衡的性別關係和依賴，並且是女性被壓榨的根源。依據馬克思主義說法，資本主義裡的個體與社會關係是由其社會階級所決定的，马克思主义女性主义則認為資本主義的生產模式注定了女性的被剝削地位。马克思主义女性主义往往聚焦在對於家事分工以及工資不平等上作為他們分析的主要題材。
马克思主义女性主义核心是通过解放资本主义来解放妇女。马克思主义女权主义认为，私有财产是妇女受压迫的根源，私有财产导致经济不平等、依赖、政治混乱，最终导致男女之间不良的社会关系。
根据马克思主义理论，在资本主义社会中，个人是由阶级关系塑造的，即人的能力、需要和利益被视为由他们所居住的社会所特有的生产方式决定的。 马克思主义女权主义者认为性别不平等是由资本主义生产方式(马克思主义理论)决定的。 性别压迫是阶级压迫，妇女的从属地位被视为一种维持的阶级压迫(如种族主义) ，因为它服务于资本和统治阶级的利益。马克思主义女性主义扩展了传统的马克思主义分析，通过家庭劳动和工资工作来支持她们的立场。